# Es Bassol
Es Bassol és un redol de terra del municipi de Santa Maria del Camí (Mallorca). És una zona plana que en el passat va fer part de Son Barca. Està situat entre Son Barca i la Camada del Terme, al costat del Camí de Muro. El topònim fa referència a l'embassament circumstancial d'aigües que es produeix en moments de molta pluviositat degut a la manca de rost. Tradicionalment ha estat terra de vinyes.
El 1732 Pere Barceló tenia 2 quarterades de vinyes en lo bassol dit de Son Barca. En l'actualitat es troba fragmentat en moltes propietats.